# Liste des groupes finis simples
En mathématiques, la classification des groupes finis simples établit que chacun de ces groupes est :
- soit cyclique,
- soit alterné,
- soit membre d'une des seize familles de groupes de type de Lie (incluant le groupe de Tits),
- soit l'un des 26 groupes sporadiques (le groupe de Tits est parfois inclus dans les groupes de type de Lie, d'autres fois dans les groupes sporadiques).

La liste ci-dessous recense les groupes finis simples en les organisant par famille et précise à chaque fois leur ordre, la taille de leur multiplicateur de Schur, celle de leur groupe d'automorphismes extérieurs et éventuellement certaines représentations habituelles. Les groupes finis simples sont déterminés par leur ordre, excepté les groupes Bn(q) et Cn(q) dont l'ordre est identique pour n > 2 et q impair, et les groupes A8 (ou A3(2)) et A2(4) dont l'ordre est 20 160.
À titre de notation, dans cette liste, n désigne un entier strictement positif, p un nombre premier et q une puissance entière de p. L'ordre du groupe d'automorphismes extérieurs est donné sous la forme d·f·g, où d est l'ordre du groupe des automorphismes diagonaux, f est celui du groupe d'automorphismes de corps (engendrés par un automorphisme de Frobenius) et g celui du groupe des automorphismes de graphe (provenant des automorphismes du diagramme de Dynkin).

## Familles infinies

### Groupes cycliquesZp,ppremier
Notation : ℤp ou ℤ/pℤ
Simplicité : tous simples.
Ordre : p.
Multiplicateur de Schur : trivial.
Groupe d'automorphismes extérieurs : cyclique d'ordre p-1.
Remarque : parmi les groupes simples, les groupes cycliques d'ordre premier sont les seuls abéliens, donc non parfaits.

### Groupes alternésAn,n≥ 5
Notation : An. Il existe un conflit avec la notation des groupes de type de Lie An(q) qui n'ont aucun lien avec les groupes alternés ; certains auteurs utilisent des polices distinctes afin de les distinguer.
Simplicité : tous simples.
Ordre : n ! / 2.
Multiplicateur de Schur : 2 en général. Exceptions : ℤ6 pour n = 6 ou 7.
Groupe d'automorphismes extérieurs : 2 en général. Exception : pour n = 6, c'est le groupe de Klein (d'ordre 4).
Remarques :
- An existe aussi pour n < 5 mais il est trivial pour n ≤ 2, A3 est isomorphe à ℤ3, A4 est résoluble ;
- An est un sous-groupe d'indice 2 du groupe symétrique Sn des permutations de n points dès n > 1 ;
- A6 est l'unique groupe simple d'ordre 360.

### Groupes classiques

#### Groupes de Chevalley linéairesAn(q)
Notation : An(q)
Autres noms : groupes projectifs spéciaux linéaires, PSLn+1(q), Ln+1(q), PSL(n+1,q), PSLn+1(Fq)
Simplicité : A1(2)≃S3 et A1(3)≃A4 sont résolubles, les autres sont simples.
Ordre :
{\displaystyle {1 \over (n+1,q-1)}q^{n(n+1)/2}\prod _{i=1}^{n}(q^{i+1}-1),}
où {\displaystyle (a,b)} désigne le PGCD de {\displaystyle a} et {\displaystyle b}.
Multiplicateur de Schur : pour les groupes simples, il est cyclique d'ordre (n+1, q − 1), excepté pour A1(4) (ordre 2), A1(9) (ordre 6), A2(2) (ordre 2), A2(4) (ordre 48, produit de groupes cycliques d'ordres 3, 4, 4), A3(2) (ordre 2).
Groupe d'automorphismes extérieurs : (2, q − 1) ·f·1 pour n = 1 ; (n+1, q − 1) ·f·2 pour n > 1, où q = pf.
Isomorphismes (entre eux ou avec des groupes précédents) :
- A1(4) et A1(5) sont isomorphes à A5.
- A1(7) et A2(2) sont isomorphes.
- A1(9) est isomorphe à A6.
- A3(2) est isomorphe à A8.

Remarques :
- An(q) s'obtient à partir du groupe général linéaire GLn+1(q) sur le corps fini Fq en prenant les éléments de déterminant 1 (ce qui donne le groupe spécial linéaire SLn+1(q)) puis en quotientant par le centre.
- Le plus petit groupe de cette famille qui soit simple et non isomorphe à un An est le groupe simple d'ordre 168, A1(7)≃A2(2).

#### Groupes de Chevalley orthogonauxBn(q),n≥ 2
Simplicité : B2(2)≃S6 n'est ni simple, ni résoluble ; les autres sont simples.
Ordre :
{\displaystyle {1 \over (2,q-1)}q^{n^{2}}\prod _{i=1}^{n}(q^{2i}-1)}
Multiplicateur de Schur : (2,q − 1) en général. Exceptions : 2 pour B2(2)≃S6, 2 pour B3(2), 6 pour B3(3).
Groupe d'automorphismes extérieurs : (2, q − 1) ·f·1 pour q impair ou n>2 ; (2, q − 1) ·f·2 si q est pair et n=2, où q = pf.
Autres noms : O2n+1(q), Ω2n+1(q) (pour q impair).
Remarques :
- Ce groupe est obtenu à partir du groupe orthogonal O(2n+1) en prenant le noyau du déterminant et de l'application norme de spin.
- B1(q) existe aussi, mais est isomorphe à A1(q).

#### Groupes de Chevalley symplectiquesCn(q),n≥ 3
Simplicité : tous simples.
Ordre : 
{\displaystyle {1 \over (2,q-1)}q^{n^{2}}\prod _{i=1}^{n}(q^{2i}-1)}
Multiplicateur de Schur : (2,q − 1) en général. Exception : 2 pour C3(2).
Groupe d'automorphismes extérieurs : (2, q − 1) ·f·1, où q = pf.
Autres noms : groupe projectif symplectique, PSp2n(q), PSpn(q) (non recommandé), S2n(q).
Isomorphismes (avec des groupes précédents) : Cn(2m) est isomorphe à Bn(2m). 
Remarques :
- Ce groupe est obtenu à partir du groupe symplectique en 2n dimensions en quotientant par le centre.
- C1(q) existe aussi, mais est isomorphe à A1(q).
- C2(q) existe aussi, mais est isomorphe à B2(q).

#### Groupes de Chevalley orthogonauxDn(q),n≥ 4
Simplicité : tous simples.
Ordre : 
{\displaystyle {1 \over (4,q^{n}-1)}q^{n(n-1)}(q^{n}-1)\prod _{i=1}^{n-1}(q^{2i}-1)}
Multiplicateur de Schur : l'ordre est (4,qn-1), sauf pour D4(2) (ordre 4). Cyclique pour n impair, abélien élémentaire pour n pair.
Groupe d'automorphismes extérieurs : 
- (2, q − 1)2·f·6 pour n=4 (le groupe de diagramme d'automorphismes, inhabituellement grand, est isomorphe à S3 et contient l'automorphisme de trialité (en)).
- (2, q − 1)2·f·2 pour n>4 pair,
- (4, qn − 1)2·f·2 pour n impair,

où q = pf.
Autres noms : O2n+(q), PΩ2n+(q).
Remarques :
- Ce groupe est obtenu à partir du groupe orthogonal O(n,n) en prenant le noyau du déterminant (ou l'invariant de Dickson en caractéristique 2) et de l'application norme de spin puis en quotientant par le centre.
- D2(q) existe aussi, mais est isomorphe à A1(q)×A1(q).
- D3(q) existe aussi, mais est isomorphe à A3(q).

#### Groupes de Steinberg unitaires2An(q2),n≥ 2
Autres noms : groupes de Chevalley tordus, groupes projectifs spéciaux unitaires (en).
Notations : 2An(q2), PSUn+1(q), PSU(n+1,q), Un+1(q), 2An(q), 2An(q,q2), pour n > 1.
Simplicité : 2A2(22) est résoluble (c'est une extension du groupe des quaternions par ℤ3×ℤ3), les autres sont simples.
Ordre :
{\displaystyle {1 \over (n+1,q+1)}q^{n(n+1)/2}\prod _{i=1}^{n}(q^{i+1}-(-1)^{i+1})}
Multiplicateur de Schur : cyclique d'ordre (n + 1, q + 1) pour les groupes simples, excepté pour 2A3(22) (ordre 2) 2A3(32) (ordre 36, produit de groupes cycliques d'ordres 3,3,4) et 2A5(22) (ordre 12, produit de groupes cycliques d'ordres 2,2,3)
Groupe d'automorphismes extérieurs : (n+1, q + 1) · f·1, où q2 = pf.
Isomorphisme : 2A3(22) est isomorphe à B2(3).
Remarques :
- Ce groupe s'obtient à partir du groupe unitaire en n+1 dimensions en prenant le sous-groupe des éléments de déterminant 1 puis en quotientant par le centre.
- 2A1(q2) existe aussi mais il est résoluble.

#### Groupes de Steinberg orthogonaux2Dn(q2),n≥ 4
Simplicité : tous simples.
Ordre : 
{\displaystyle {1 \over (4,q^{n}+1)}q^{n(n-1)}(q^{n}+1)\prod _{i=1}^{n-1}(q^{2i}-1)}
Multiplicateur de Schur : cyclique d'ordre (4, qn + 1).
Groupe d'automorphismes extérieurs : (4, qn + 1) ·f·1, où q2 = pf.
Autres noms : 2Dn(q), O2n–(q), PΩ2n–(q), groupe de Chevalley tordu.
Remarques :
- Ce groupe s'obtient à partir du groupe orthogonal O(2n) en prenant le noyau du déterminant (ou l'invariant de Dickson en caractéristique 2) et de l'application de norme de spin puis en quotientant par le centre.
- 2D2(q2) existe aussi, mais est isomorphe à A1(q).
- 2D3(q2) existe aussi, mais est isomorphe à 2A3(q2).

### Groupes de type de Lie exceptionnels

#### Groupes de ChevalleyE6(q)
Simplicité : tous simples.
Ordre : q36(q12−1)(q9−1)(q8−1)(q6−1)(q5−1)(q2−1)
/(3,q-1)
Multiplicateur de Schur : (3,q − 1).
Groupe d'automorphismes extérieurs : (3, q − 1) ·f·2, où q = pf.
Autre nom : groupe de Chevalley exceptionnel.
Remarque : possède deux représentations de degré 27, et agit sur l'algèbre de Lie de dimension 78.

#### Groupes de ChevalleyE7(q)
Simplicité : tous simples.
Ordre : q63(q18−1)(q14−1)(q12−1)(q8−1)(q6−1)(q2−1)
/(2,q-1).
Multiplicateur de Schur : (2,q − 1).
Groupe d'automorphismes extérieurs : (2, q − 1) ·f·1, où q = pf.
Autre nom : groupe de Chevalley exceptionnel.
Remarque : possède une représentation de degré 56, et agit sur l'algèbre de Lie correspondante de dimension 133.

#### Groupes de ChevalleyE8(q)
Simplicité : tous simples.
Ordre : q120(q30−1)(q24−1)(q20−1)(q18−1)(q14−1)(q12−1)(q8−1)(q2−1)
Multiplicateur de Schur : trivial.
Groupe d'automorphismes extérieurs : 1·f·1, où q = pf.
Autre nom : groupe de Chevalley exceptionnel.
Remarques :
- Il agit sur l'algèbre de Lie correspondante de dimension 248.
- E8(3) contient le groupe de Thompson.

#### Groupes de ChevalleyF4(q)
Simplicité : tous simples.
Ordre : q24(q12−1)(q8−1)(q6−1)(q2−1).
Multiplicateur de Schur : trivial excepté pour F4(2) (ordre 2).
Groupe d'automorphismes extérieurs : 1·f·1 pour q impair, 1·f·2 pour q pair, où q = pf.
Autre nom : groupe de Chevalley exceptionnel.
Remarque : ces groupes agissent sur des algèbres de Jordan exceptionnelles de dimension 27, ce qui leur donne des représentations de degré 26. Ils agissent aussi sur les algèbres de Lie correspondantes de dimension 52.

#### Groupes de ChevalleyG2(q)
Simplicité : G2(2) n'est ni simple, ni résoluble (son sous-groupe dérivé, isomorphe au groupe simple 2A2(32), est d'indice 2) ; les autres sont simples.
Ordre : q6(q6−1)(q2−1).
Multiplicateur de Schur : trivial pour les groupes simples excepté pour G2(3) (ordre 3) et G2(4) (ordre 2).
Groupe d'automorphismes extérieurs : 1·f·1 pour q non puissance de 3, 1·f·2 pour q puissance de 3, où q = pf.
Autre nom : groupe de Chevalley exceptionnel.
Remarque : ces groupes sont des groupes d'automorphismes des algèbres de Cayley de dimension 8 sur des corps finis, ce qui leur donne des représentations de degré 7. Ils agissent aussi sur les algèbres de Lie correspondantes de dimension 14.

#### Groupes de Steinberg2E6(q2)
Simplicité : tous simples.
Ordre : q36(q12−1)(q9−1)(q8−1)(q6−1)(q5−1)(q2−1)/(3,q+1).
Multiplicateur de Schur : (3, q + 1) excepté pour 2E6(22) (ordre 12, produit de groupes cycliques d'ordres 2,2,3).
Groupe d'automorphismes extérieurs : (3, q + 1) ·f·1, où q2 = pf.
Autres noms : 2E6(q), groupe de Chevalley tordu.
Remarques : un des revêtements (en) doubles exceptionnels de 2E6(22) est un sous-groupe du groupe Bébé Monstre, et l'extension centrale exceptionnelle par le groupe de Klein est un sous-groupe du groupe Monstre.

#### Groupes de Steinberg3D4(q3)
Simplicité : tous simples.
Ordre : q12(q8+q4+1)(q6−1)(q2−1).
Multiplicateur de Schur : trivial.
Groupe d'automorphismes extérieurs : 1·f·1, où q3 = pf.
Autres noms : 3D4(q), groupes de Chevalley tordus.
Remarque : 3D4(23) agit sur l'unique réseau pair à 26 dimensions de déterminant 3 sans racine.

#### Groupes de Suzuki2B2(22n+1),n≥ 1
Simplicité : tous simples.
Ordre : q2(q2+1)(q−1), où q = 22n+1.
Multiplicateur de Schur : trivial en général. Exception : groupe de Klein pour 2B2(8).
Groupe d'automorphismes extérieurs : 1·f·1, où f = 2n+1.
Autres noms : Suz(22n+1), Sz(22n+1).
Remarques :
- Les groupes de Suzuki sont des groupes de Zassenhaus (en) agissant sur les ensembles de taille (22n+1)2+1, et ont des représentations de degré 4 sur le corps à 22n+1 éléments. Ce sont les seuls groupes simples non cycliques dont l'ordre n'est pas divisible par 3. Ils ne sont pas reliés au groupe de Suzuki sporadique.
- Le groupe 2B2(2) existe aussi, mais c'est le groupe de Frobenius d'ordre 20, résoluble.

#### Groupes de Ree2F4(22n+1) et groupe de Tits
Simplicité : simple pour n ≥ 1. Le groupe dérivé 2F4(2)′ (d'indice 2 dans 2F4(2)) est simple ; c'est le groupe de Tits.
Ordre : 2F4(22n+1) est d'ordre q12(q6+1)(q4−1)(q3+1)(q−1), où q = 22n+1.
Multiplicateur de Schur : trivial pour n ≥ 1 et pour le groupe de Tits.
Groupe d'automorphismes extérieurs : 1·f·1, où f = 2n+1. Ordre 2 pour le groupe de Tits.
Remarque : le groupe de Tits n'est pas à strictement parler un groupe de type Lie et en particulier, il n'est pas le groupe de points d'un groupe algébrique simple connexe à valeurs dans un certain corps et n'a pas de paire (B,N). Néanmoins, la plupart des auteurs le comptent comme une sorte de groupe de type Lie honoraire.

#### Groupes de Ree2G2(32n+1),n≥ 1
Simplicité : tous simples.
Ordre : q3(q3+1)(q−1), où q = 32n+1.
Multiplicateur de Schur : trivial.
Groupe d'automorphismes extérieurs : 1·f·1, où f = 2n+1.
Autres noms : Ree(32n+1), R(32n+1).
Remarques :
- 2G2(32n+1) possède une action doublement transitive sur 33(2n+1)+1 points et une représentation de degré 7 sur le corps à 32n+1 éléments.
- 2G2(3) existe aussi mais n'est pas simple ; son groupe dérivé (d'indice 3) est le groupe simple A1(8).

## Groupes sporadiques

### Groupes de Mathieu

#### Groupe de MathieuM11
Ordre : 24 · 32 · 5 · 11=7 920
Multiplicateur de Schur : trivial.
Groupe d'automorphismes extérieurs : trivial.
Remarque : c'est un groupe de permutations 4-transitif sur 11 points, et le stabilisateur d'un point dans M12. Le sous-groupe fixant un second point est quelquefois appelé M10, et possède un sous-groupe d'indice 2 isomorphe au groupe alterné A6.

#### Groupe de MathieuM12
Ordre : 26 · 33 · 5 · 11 = 95 040
Multiplicateur de Schur : ordre 2.
Groupe d'automorphismes extérieurs : ordre 2.
Remarque : c'est un groupe de permutations 5-transitif sur 12 points.

#### Groupe de MathieuM22
Ordre : 27 · 32 · 5 · 7 · 11 = 443 520
Multiplicateur de Schur : cyclique d'ordre 12. Il y a eu plusieurs erreurs dans les calculs initiaux du multiplicateur de Schur, ainsi certains livres et articles anciens listent des valeurs incorrectes.
Groupe d'automorphismes extérieurs : ordre 2.
Remarque : c'est un groupe de permutations 3-transitif sur 22 points.

#### Groupe de MathieuM23
Ordre : 27 · 32 · 5 · 7 · 11 · 23 = 10 200 960
Multiplicateur de Schur : trivial.
Groupe d'automorphismes extérieurs : trivial.
Remarque : c'est un groupe de permutations 4-transitif sur 23 points, contenu dans M24.

#### Groupe de MathieuM24
Ordre : 210 · 33 · 5 · 7 · 11 · 23 = 244 823 040
Multiplicateur de Schur : trivial.
Groupe d'automorphisme extérieur : trivial.
Remarque : c'est un groupe de permutations 5-transitif sur 24 points.

### Groupes du réseau de Leech

#### Groupe de JankoJ2
Ordre : 27 · 33 · 52 · 7 = 604 800
Multiplicateur de Schur : ordre 2.
Groupe d'automorphismes extérieurs : ordre 2.
Autres noms : Groupe de Hall-Janko, HJ
Remarque : c'est le groupe d'automorphismes d'un graphe de rang 3 sur 100 points, et il est contenu dans G2(4).

#### Groupe de ConwayCo1
Ordre : 221 · 39 · 54 · 72 · 11 · 13 · 23 = 4 157 776 806 543 360 000
Multiplicateur de Schur : ordre 2.
Groupe d'automorphismes extérieurs : trivial.
Autres noms : ·1
Remarque : le revêtement (en) double parfait de Co1 est le groupe d'automorphismes du réseau de Leech, et est quelquefois noté par ·0.

#### Groupe de ConwayCo2
Ordre : 218 · 36 · 53 · 7 · 11 · 23 = 42 305 421 312 000
Multiplicateur de Schur : trivial.
Groupe d'automorphismes extérieurs : trivial.
Autres noms : ·2
Remarque : c'est un sous-groupe de Co1 qui fixe un vecteur de norme 4 dans le réseau de Leech.

#### Groupe de ConwayCo3
Ordre : 210 · 37 · 53 · 7 · 11 · 23 = 495 766 656 000
Multiplicateur de Schur : trivial.
Groupe d'automorphismes extérieurs : trivial.
Autres noms : ·3
Remarque : c'est un sous-groupe de Co1 qui fixe un vecteur de norme 6 dans le réseau de Leech.

#### Groupe de Higman-SimsHS
Ordre : 29 · 32 · 53· 7 · 11 = 44 352 000
Multiplicateur de Schur : ordre 2.
Groupe d'automorphismes extérieurs : ordre 2.
Remarque : il agit comme un groupe de permutations de rang 3 sur le graphe de Higman-Sims à 100 points et est contenu dans Co3.

#### Groupe de McLaughlinMcL
Ordre : 27 · 36 · 53· 7 · 11 = 898 128 000
Multiplicateur de Schur : ordre 3.
Groupe d'automorphismes extérieurs : ordre 2.
Remarque : il agit comme un groupe de permutations de rang 3 sur le graphe de McLauglin à 275 points et est contenu dans Co3.

#### Groupe de Suzuki sporadiqueSuz
Ordre : 213 · 37 · 52· 7 · 11 · 13 = 448 345 497 600
Multiplicateur de Schur : ℤ6.
Groupe d'automorphismes extérieurs : ordre 2.
Autre nom : Sz.
Remarque : l'extension de Suz par ℤ6 agit sur un réseau à 12 dimensions sur les entiers d'Eisenstein. Il n'est pas relié aux groupes de Suzuki de type de Lie.

### Sous-groupes du Monstre

#### Groupe de FischerFi22
Ordre : 217 · 39 · 52 · 7 · 11 · 13 = 64 561 751 654 400
Multiplicateur de Schur : ordre 6.
Groupe d'automorphismes extérieurs : ordre 2.
Autre nom : M22
Remarque : c'est un groupe de 3-transpositions (en) dont le revêtement double est contenu dans Fi23.

#### Groupe de FischerFi23
Ordre : 218 · 313 · 52 · 7 · 11 · 13 · 17 · 23 = 4 089 470 473 293 004 800
Multiplicateur de Schur : trivial.
Groupe d'automorphismes extérieurs : trivial.
Autre nom : M(23).
Remarque : c'est un groupe de 3-transpositions contenu dans Fi24.

#### Groupe de FischerFi24′
Ordre : 221 · 316 · 52 · 73 · 11 · 13 · 17 · 23 · 29 = 1 255 205 709 190 661 721 292 800
Multiplicateur de Schur : ordre 3.
Groupe d'automorphismes extérieurs : ordre 2.
Autres noms : M(24)′, Fi24′.
Remarque : le revêtement triple est contenu dans le groupe Monstre.

#### Groupe de HeldHe
Ordre : 210 · 33 · 52· 73· 17 = 4 030 387 200
Multiplicateur de Schur : trivial.
Groupe d'automorphismes extérieurs : ordre 2.
Autres noms : Groupe de Held (de)-Higman-McKay, HHM, F7.
Remarque : il centralise un élément d'ordre 7 dans le groupe Monstre.

#### Groupe de Harada-NortonHN
Ordre : 214 · 36 · 56 · 7 · 11 · 19 = 273 030 912 000 000
Multiplicateur de Schur : trivial.
Groupe d'automorphismes extérieurs : ordre 2.
Autres noms : F5, D.
Remarque : il centralise un élément d'ordre 5 dans le groupe Monstre.

#### Groupe de ThompsonTh
Ordre : 215 · 310 · 53 · 72 · 13 · 19 · 31 = 90 745 943 887 872 000
Multiplicateur de Schur : trivial.
Groupe d'automorphismes extérieurs : trivial.
Autres noms : F3, E.
Remarque : il centralise un élément d'ordre 3 dans le Monstre et est contenu dans E8(3).

#### Groupe Bébé MonstreB
Ordre : 241 · 313 · 56 · 72 · 11 · 13 · 17 · 19 · 23 · 31 · 47 = 4 154 781 481 226 426 191 177 580 544 000 000
Multiplicateur de Schur : ordre 2.
Groupe d'automorphismes extérieurs : trivial.
Autre nom : F2.
Remarque : le double revêtement du groupe Bébé Monstre est contenu dans le groupe Monstre.

#### Groupe MonstreM
Notations : M, F1, M1.
Autres noms : groupe de Fischer-Griess, monstre de Fischer, Géant amical.
Ordre : 246 · 320 · 59 · 76 · 112 · 133 · 17 · 19 · 23 · 29 · 31 · 41 · 47 · 59 · 71 = 808 017 424 794 512 875 886 459 904 961 710 757 005 754 368 000 000 000
Multiplicateur de Schur : trivial.
Groupe d'automorphismes extérieurs : trivial.
Remarques : le groupe Monstre est le groupe d'automorphismes de l'algèbre de Griess à 196 884 dimensions et de l'algèbre vertex monstre ; il agit naturellement sur l'algèbre de Lie Monstre. Il contient quasiment tous les autres groupes sporadiques, à part 6 groupes sporadiques que l'on nomme parias.

### Parias

#### Groupe de JankoJ1
Ordre : 23 · 3 · 5 · 7 · 11 · 19 = 175 560
Multiplicateur de Schur : trivial.
Groupe d'automorphismes extérieurs : trivial.
Autres noms : J(1), J(11).
Remarque : c'est un sous-groupe de G2(11), donc il possède une représentation de degré 7 sur le corps à 11 éléments.

#### Groupe de JankoJ3
Ordre : 27 · 35 · 5 · 17 · 19 = 50 232 960
Multiplicateur de Schur : ordre 3.
Groupe d'automorphismes extérieurs : ordre 2.
Autres noms : Groupe de Higman-Janko-McKay, HJM.
Remarques : J3 semble ne pas être relié à un quelconque groupe sporadique. Son revêtement triple possède une représentation de degré 9 sur le corps à 4 éléments.

#### Groupe de JankoJ4
Ordre : 221 · 33 · 5 · 7 · 113 · 23 · 29 · 31 · 37 · 43 = 86 775 571 046 077 562 880
Multiplicateur de Schur : trivial.
Groupe d'automorphismes extérieurs : trivial.
Remarque : il possède une représentation de degré 112 sur le corps à 2 éléments.

#### Groupe de O'NanO'N
Notation : O'N, O'NS.
Autre nom : groupe de O'Nan (de)-Sims.
Ordre : 29 · 34 · 5 · 73 · 11 · 19 · 31 = 460 815 505 920
Multiplicateur de Schur : ordre 3.
Groupe d'automorphismes extérieurs : ordre 2.
Remarque : le revêtement triple possède deux représentations de degré 45 sur le corps à 7 éléments, échangés par un automorphisme extérieur.

#### Groupe de RudvalisRu
Ordre : 214 · 33 · 53· 7 · 13 · 29 = 145 926 144 000
Multiplicateur de Schur : ordre 2.
Groupe d'automorphismes extérieurs : trivial.
Remarque : le revêtement double agit sur un réseau à 28 dimensions sur les entiers de Gauss.

#### Groupe de LyonsLy
Notations : Ly, LyS.
Autre nom : groupe de Lyons-Sims.
Ordre : 28 · 37 · 56 · 7 · 11 · 31 · 37 · 67 = 51 765 179 004 000 000
Multiplicateur de Schur : trivial.
Groupe d'automorphismes extérieurs : trivial.
Remarque : il possède une représentation de degré 111 sur le corps à 5 éléments.

## Liste par ordre croissant
La liste suivante recense les groupes simples finis non cycliques d'ordre inférieur à 10 000. Les groupes cycliques ne sont pas inclus dans cette liste dans la mesure où tout groupe cyclique d'ordre p est simple dès que p est premier, ce qui est le cas pour 1 229 nombres inférieurs à 10 000.
| Groupe              | Ordre (valeur) | Ordre (factorisation) |
| ------------------- | -------------- | --------------------- |
| A5 = A1(4) = A1(5)  | 60             | 2² · 3 · 5            |
| A1(7) = A2(2)       | 168            | 2³ · 3 · 7            |
| A6 = A1(9) = B2(2)′ | 360            | 2³ · 3² · 5           |
| A1(8) = ²G2(3)′     | 504            | 2³ · 3² · 7           |
| A1(11)              | 660            | 2² · 3 · 5 · 11       |
| A1(13)              | 1 092          | 2² · 3 · 7 · 13       |
| A1(17)              | 2 448          | 24 · 3² · 17          |
| A7                  | 2 520          | 2³ · 3² · 5 · 7       |
| A1(19)              | 3 420          | 2² · 3² · 5 · 19      |
| A1(16)              | 4 080          | 24 · 3 · 5 · 17       |
| A2(3)               | 5 616          | 24 · 33 · 13          |
| ²A2(9)              | 6 048          | 25 · 33 · 7           |
| A1(23)              | 6 072          | 23 · 3 · 11 · 23      |
| A1(25)              | 7 800          | 23 · 3 · 5² · 13      |
| M11                 | 7 920          | 24 · 3² · 5 · 11      |
| A1(27)              | 9 828          | 2² · 33 · 7 · 13      |